# Кафандарис, Георгиос
Георгиос Кафандарис (греч. Γεώργιος Καφαντάρης; 13 октября 1873, Анатолики Франгиста, Эвритания — 28 августа 1946, Афины) — греческий юрист и политик XX века. Был премьер-министром Греции чуть более одного месяца в 1924 году.

## Биография
Родился в октябре 1873 года в селе Анатолики (восточная) Франгиста горной Эвритании.
Учился юриспруденции в Афинах. Работал адвокатом в Карпенисионе и Месолонгионе.
В 1905 году был избран депутатом парламента. Был министром в правительствах Элефтериоса Венизелоса (1915 — министр внутренних дел, 1919 — министр сельского хозяйства)
В январе 1924 года стал министром юстиции в правительстве Элефтериоса Венизелоса и, сразу затем, премьер-министром, на один месяц.
После чего он создал свою, «Партию Прогрессивных Либералов».
4 августа 1936 года, под предлогом «коммунистической угрозы» генерал Метаксас и король Георг установили в стране режим диктатуры.
Никто из лидеров легальных партий не реагировал динамично против этого шага. Лишь Кафандарис обратился к королю с фразой «сударь, зачем вы это сделали», избегая называть короля Ваше величество:457.
В годы диктатуры генерала Метаксаса он был отправлен в ссылку.
В годы тройной, германо-итало-болгарской, оккупации страны Кафандарис оставался в Греции. Один из историков характеризовал Кафандариса в этот период «стариком с провинциальным умом и с плохими привычками хитрости и маленькой политики»:580.
Греция была освобождена прокоммунистической Народно-освободительной армии Греции. Это вызвало беспокойство правящих кругов страны. Но старый и опытный политик Кафандарис узрел неспособность и нежелание лидеров коммунистов брать власть и успокаивал своих друзей: «Успокойтесь. Ничего странного не происходит. Народ выражает свою признательность своим освободителям. К счастью для нас, его (народа) вожди настолько наивны, что они вновь предложат нам власть и вновь отправятся в тюрьмы и на пустынные острова, где им комфортнее»:746.
26 октября 1944 года Кафандарис принял участие в собрании лидеров греческих политических партий в Афинах, под председательством Уинстона Черчилля:780.
Одной из причин последовавших боёв британской армии против Народно-освободительной армии Греции был тот факт, что требуя разоружения ЭЛАС для создания регулярной армии, премьер-министр Папандреу отказывался разоружить несколько элитных частей армии, созданных в годы войны на Ближнем Востоке эмиграционным правительством.
К чести Кафандариса, он обвинил Папандреу, именуя его «недостойным политиком, который из-за 2 тысяч преторианцев Горной бригады вверг страну в кровопролитие»:781.
После войны, на суде греческих «квислингов» Кафандарис, оправдывая коллаборационистов, заявил, что они исходили не из личных соображений, а из интересов народа, полагая, что страны «Оси» выйдут из войны победителями.
В ноябре 1945 года он стал вице-премьером в правительстве Софулиса:808.
Новые выборы были назначены на 31 марта 1946 года. Для участия в выборах представители левых партий выставили ряд условий. Софулис отказался принять условия. Отказ Софулиса и решение левых партий бойкотировать эти выборы вели Грецию к Гражданской войне.
12 марта 1946 года 14 министров правительства Софулиса, в том числе Кафандарис, подали в отставку:810.
Вскоре, 28 августа 1946 года, Георгиос Кафандарис умер.